# Casa de Llanes
La casa de Llanes es un linaje nobiliario español de origen visigodo de inicios de la Alta Edad Media. Fue en sus inicios una rama colateral de la dinastía Baltinga descendiente del rey de los Visigodos Alarico I  que en el transcurso de los años se fue mezclando con la casa de Borgoña Francesa (dinastía Capeta), la dinastía de Etichon y la casa real de Trastámara
De la rama principal descienden los ilustres y antiquísimos linajes asturianos de Llanes de la Espriella, los Bernaldo de Quirós y los Arguelles, así como los nobles de Lanes en la región de Languedoc en Francia.

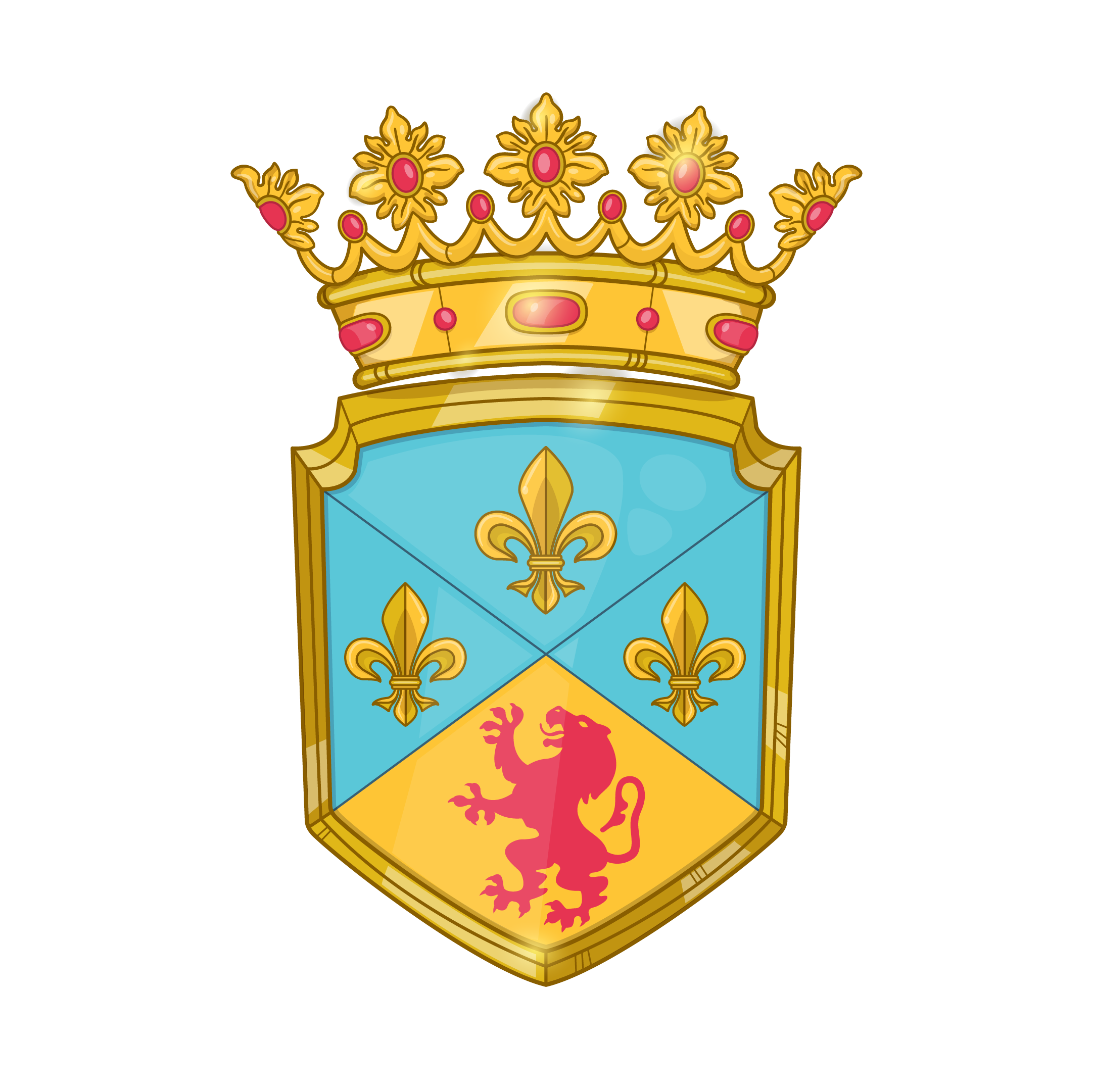
Armas casa de Llanes

## Escudo de armas
Sus armas fueron dadas y modificadas por distintos monarcas en España, Francia y los Reinos de Nápoles y Sicilia tal se constata en los registros de Reyes de Armas y sus armoriales que datan de la primera mitad del siglo XIV.
Las armas modernas de los descendientes de los Llanes datan de la concesión por su alianza con la Dinastía Real de los Trastámara Reyes de Nápoles y Sicilia en tiempos de Alfonso V de Aragón .
Sus armas en cuartelado en aspa tipo sotuer: 1°, 2° y 3° en campo de azures con lises en oro en cada uno, el 4° león rampante en gules sobre campo de oro. Al timbre corona ducal abierta.

## Personajes ilustres de la Casa de Llanes

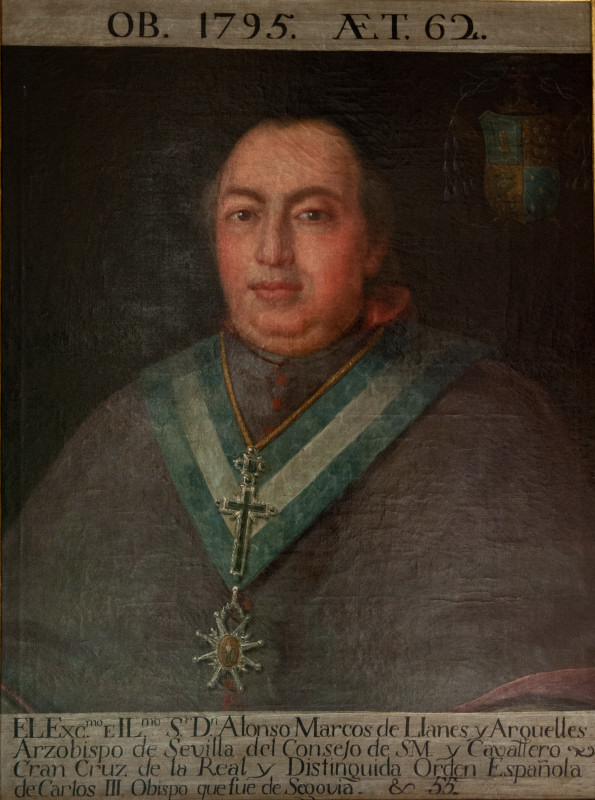
Retrato anónimo de Alonso Marcos de Llanes Argüelles.

La Casa de Llanes ha dado a personajes ilustrísimos en distintas naciones y muchos de sus descendientes han formado parte de casas reales y la alta aristocracia europea, así como ocupado cargos y distinciones en Colombia, Cuba y México. Sin embargo quienes han cobrado mayor relevancia histórica han sido Alonso de Llanes y Arguelles, Arzobispo de Sevilla;  Juan Llanes Campomanes, General de la orden de Carmelitas, primer inquisidor y confesor del rey de Portugal; Domingo de Llanes Espriella Inquisidor Apostólico del reino de Sicilia; Francisco José de Sierra y Llanes Caballero maestrante de Sevilla, coronel de los Reales Ejércitos y diputado a Cortes, Bertrand de Lanes Consejero y Parlamentario de Toulouse; Jean Marie de Lanes, Barón del Imperio; Sebastián de Llanes y Valdés poeta y religioso español del siglo XVIII; Francisco de Llanes, primer Duque de Espriella por concesión de Alfonso de Aragón Rey de Nápoles, (en italiano: ducato di spriella); Menendo de Llanes,  regidor perpetuo de Lena, señor de las casas de la Torre de Fresnedo y de Muñón Cimero; Capitán Juan de Llanes, explorador en Cartagena de Indias;  El explorador de Indias y Nueva España Diego de Llanes, cuarto Duque de Espriella; José María Bernaldo de Quirós y Llanes Campomanes Marqués de Campo-Sagrado; Eladia Bernaldo de Quirós y González de Cienfuegos, esposa de Fernando María Muñoz y Borbón, II duque de Riánsares y de Tarancón, dos veces grande de España, II marqués de San Agustín, I conde de Casa Muñoz, II vizconde de Rostrollano y I de la Alborada; Martín Agustín de Llanes y Cienfuegos, Gobernador de Pamplona  y Teniente General de los Reales Ejércitos; Alonso de Llanes y Bernaldo de Quirós García, Barón de Llanes y Duque de Spriella; Rosalva Llanes Rivera, Diputada mexicana; Jerónimo de Llanes académico y sindicalista mexicano.

## Honores y distinciones
La familia Llanes ha recibido honores de ser Grandes de España; Par de Francia; Gentil Hombre; Obispo de Segovia; Contadores de Su Majestad el Rey de España; Fundadores de la Universidad de Oviedo; Arzobispo de Sevilla; Regidores de Lena, Oviedo, Llanes; Capellán de Su Majestad el Rey de España; Gran Inquisidor de Sicilia; Inquisidores en el Reino de España, Reino de Sicilia, Reino de Nápoles y en la Nueva España;  Miembros de la Real Academia Española, Diputado en Cortes; Diputados Mexicanos; Caballeros de la Orden de Santiago, Caballeros de la Orden de Calatrava, Caballeros de la Orden de Isabel la Católica; Caballero de la Orden del príncipe de Talmonte y Tarante; Caballeros de la Orden de Carlos III; Gobernador de Pamplona, Barón del Imperio Francés, Barón de Llanes, Duque de Spriella, Marqués de Torre de Fresnedo; Condes de Noreña; Duque de Riánsares; Conde de Muñón Cimero; Duque de Tarancón; Marqués de San Agustín; Conde de Muñoz; Vizconde de Rostrollano; Vizconde de Alborada entre muchas otras distinciones. 

## Palacios Ocupados

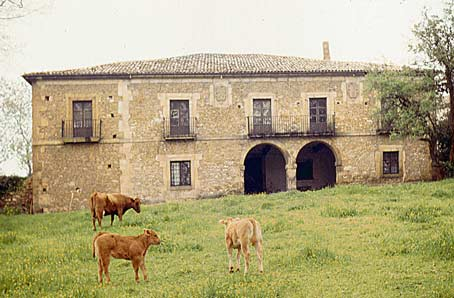
Palacio del Rebollín o de Llanes

Las residencias principales de los Llanes han sido el Palacio de Espriella, el Palacio del Rebollín y el Palacio de Bolgues. A lo largo de los años personajes de esta casa han habitado en:
- Palacio de la Espriella en Villahormes
- Palacio de Bolgues
- Palacio del Rebollín
- Palacio de Mieres
- Palacio de Langreo
- ·Palacio de Oviedo